# Davidsonia johnsonii
Davidsonia johnsonii là một loài thực vật có hoa trong họ Cunoniaceae. Loài này được J.B.Williams & G.J.Harden mô tả khoa học đầu tiên năm 2000.